# فرودگاه فورت گراهام
فرودگاه فورت گراهام (به انگلیسی: Fort Graham Airport) یک فرودگاه همگانی است که یک باند فرود شن دارد و طول باند آن ۱۵۲۴ متر است. این فرودگاه در کشور کانادا قرار دارد و در ارتفاع ۶۸۰ متری از سطح دریا واقع شده است.